# Дан Ндоје
Дан Ндоје (фр. Dan Assane Ndoye) је швајцарски професионални фудбалер који игра на позицији офанзивног играча за клуб Серије А из Болоње и репрезентацију Швајцарске.

## Играчка каријера
Рођен у Ниону, од мајке Швајцаркиње и оца Сенегалца, фудбал је почео да игра фудбал у Швајцарској.

### Клубови
Лозана Спорт
Ндоје је почео да игра фудбал у омладинској академији ФК Лозана-Спорт (Тим Вауд) као веома млад, прво у његовој локалној бази у свом родном граду Ниону, а затим у самој Лозани. Уздижући се кроз редове импресивном брзином, направио је прве кораке за репрезентацију Швајцарске У18 са 15 година. Одиграо је 38 утакмица и постигао укупно 23 гола за У17 и У18. Наступи који су му омогућили да се са 17 година придружи Тиму Вауд У21, резервном тиму Лозане-Спорта. Играјући у 4. швајцарској дивизији, постигао је 7 голова у 21 утакмици.
У другој половини сезоне 2018–19, постигао је гол током свог професионалног дебија за Лозану 13. фебруара 2019. против СЦ Криенса. На 15 мечева постигао је 6 голова и брзо се етаблирао као кључни играч.
Ница
Дана 27. јануара 2020. француски клуб из Лиге 1 ОГК Ница потврдио је да је Ндоје потписао уговор са клубом, али да ће остати у Лозани на позајмици до краја сезоне 2019–20.
Базел
Ндоје је 31. августа 2021. прешао у Базел на једногодишњу позајмицу и придружио се првом тиму Базела током сезоне 2021–22. под вођством главног тренера Патрика Рахмена. Ндоје је дебитовао за клуб у домаћој лиги на гостовању у Корнареду 12. септембра, док је Базел одиграо нерешено 1–1 са Луганом. Свој први гол за тим постигао је на домаћем терену у Ст. Јакоб-Парку 30. септембра. Ово је била утакмица у групној фази Лиге конференција Европе 2021–22, пошто је Базел победио Каират Алмати са 4–2. Ндоје је постигао свој први првенствени гол за свој нови клуб 30. октобра на гостовању у Лецигрунду када је Базел одиграо нерешено 3–3 против Цириха.
Дана 4. фебруара 2022, Базел је искористио опцију куповине у свом уговору о зајму и потписао Ндојеа на трајну основу са четири и по године уговором до лета 2026.
Болоња
Дана 14. августа 2023. Ндоје је потписао за клуб из Серије А из Болоње. Касније те године, 20. децембра, постигао је свој први гол у победи од 2-1 у гостима над Интером из Милана после продужетака у осмини финала Купа Италије.

### Репрезентација
Ндоје је дебитовао за репрезентацију Швајцарске 24. септембра 2022. у утакмици УЕФА Лиге нација против Шпаније.
Након што се појавио шест пута током квалификационе кампање, Ндоје је именован у швајцарски тим за финале УЕФА Европског првенства 2024. у јуну 2024. године. Почео је први меч тима, одигравши 86 минута у  победи над Мађарском резултатом 3–1. Дана 23. јуна постигао је свој први међународни гол у ремију 1-1 против Немачке у последњој утакмици групне фазе.